# Norma Nivia
Norma Constanza Nivia Giraldo (Líbano, Tolima, Colombia, 3 de abril de 1979) es una actriz y modelo colombiana.

## Filmografía

### Televisión
| Año       | Título                               | Personaje                              | Canal                 |
| --------- | ------------------------------------ | -------------------------------------- | --------------------- |
| 2025      | Perfil falso                         | Andrea de Franco                       | Netflix               |
| 2024-2025 | Escupiré sobre sus tumbas            | Annya "Annie" / Duquesa Annya Lombardi | Caracol Televisión    |
| 2024      | Klass 95                             | Florencia "Flor" Ríos                  | Caracol Televisión    |
| 2024      | Siempre fui yo                       | Reportera                              | Disney+               |
| 2023-2024 | La influencer                        | Laura                                  | Netflix               |
| 2023      | De brutas, nada                      | Datchie                                | Amazon Prime Vídeo    |
| 2022      | La Reina del Sur                     | Cecilia de Cárdenas                    | Telemundo             |
| 2021-2023 | Las gestas del tiempo                | Clío                                   | RTVC                  |
| 2021      | Manual para Galanes 2                |                                        | Amazon Prime Vídeo    |
| 2020      | La reina de Indias y el conquistador | Rebecca                                | Netflix               |
| 2020      | La nena 3                            | Jueza                                  | Caracol Internacional |
| 2019      | La nena 2                            | Jueza                                  | Caracol Internacional |
| 2019      | Un bandido honrado                   | Natalia                                | Caracol Televisión    |
| 2019      | Las pasantes                         | Verónica Moretti                       | Canal Capital         |
| 2019      | Siempre Bruja                        | Ximena                                 | Netflix               |
| 2017      | La ley del corazón                   | Esther                                 | Canal RCN             |
| 2016-2017 | 2091                                 | Ianna                                  | Fox Channel           |
| 2016-2017 | Cuando vivas conmigo                 | Magdalena Herrera                      | Caracol Televisión    |
| 2014      | La viuda negra                       | Elvira "La Alemana"                    | Univision             |
| 2014      | La suegra                            | Camila                                 | Caracol Televisión    |
| 2013-2014 | Mentiras perfectas                   | Carla Mújica                           | Caracol Televisión    |
| 2013-2014 | Chica vampiro                        | Catalina Vladimoff                     | Canal RCN             |
| 2013      | La Madame                            | Luly de Puerta                         | UniMás                |
| 2011-2012 | La traicionera                       | Bárbara Castro                         | Canal RCN             |
| 2011-2012 | Correo de inocentes                  | Fernanda                               | Canal RCN             |
| 2011      | Infiltrados                          |                                        | Caracol Televisión    |
| 2010-2011 | Secretos de familia                  | Lorena                                 | Caracol Televisión    |
| 2009-2010 | La bella Ceci y el imprudente        | Andrea Ortiz                           | Caracol Televisión    |
| 2009-2010 | Los Victorinos                       | Cristina Sánchez                       | Telemundo             |
| 2009-2012 | Kdabra                               | Marissa Rodríguez                      | Fox                   |
| 2008      | Cómplices                            | Alejandra                              | Caracol Televisión    |
| 2007-2008 | Nuevo rico, nuevo pobre              | Paulina Carrillo                       | Caracol Televisión    |
| 2007      | Zona rosa                            | Victoria Castillo                      | Canal RCN             |
| 2006-2007 | La ex                                | Carolina Castellanos                   | Caracol Televisión    |
| 2005-2006 | El pasado no perdona                 | Juliana                                | Canal RCN             |
| 1999-2001 | Yo soy Betty, la fea                 | Carla / Ella misma                     | Canal RCN             |

### Reality
| Año  | Reality                         | Rol          | Canal     |
| ---- | ------------------------------- | ------------ | --------- |
| 2025 | La casa de los famosos Colombia | Participante | Canal RCN |
| 2017 | Soldados 1.0                    | Participante | Canal RCN |
| 2016 | Me caigo de la risa             | Participante | Canal RCN |
| 2004 | La isla de los famosos          | Participante | Canal RCN |

### Películas
| Año  | Título                     | Personaje |
| ---- | -------------------------- | --------- |
| 2024 | Quiero que me mantengan    |           |
| 2023 | Amar es madurar            | Valeria   |
| 2023 | What You Wish For          | Frankie   |
| 2020 | Ni de coña                 | Lina      |
| 2020 | El baño                    |           |
| 2018 | Pa’ las que sea papá       | Sandra    |
| 2014 | Todas para uno             | Cristinne |
| 2014 | Los espías de Dios         |           |
| 2011 | El escritor de telenovelas | Marcela   |